# Quintijnsbrug
De Quintijnsbrug is een rijksmonumentale boogbrug in het centrum van de Nederlandse stad Utrecht.
De brug overspant de Nieuwegracht, een gracht die eind 14e eeuw is aangelegd. De stenen brug heeft een enkelvoudige overspanning en een of meer brugkelders. Aan de brug grenzen een stenen werftrap, werven en werfkelders. Op de Quintijnsbrug lopen de Schalkwijkstraat en Zuilenstraat aan. In vroegere eeuwen lag ten oosten van de brug het Quintijnsgasthuis. De brug op deze locatie wordt in de 19e eeuw door Nicolaas van der Monde de Schalkwijksbrug genoemd.